# Morane-Saulnier MS.760 Paris
Il Morane-Saulnier MS.760 Paris è un aereo da addestramento bimotore a getto ad ala bassa sviluppato dall'azienda francese Morane-Saulnier nei tardi anni cinquanta e prodotto, oltre che dalla stessa, anche su licenza dall'argentino Instituto Aerotécnico (FMA).
Questo piccolo bireattore subsonico, realizzato in due versioni (760 Paris I e 760B Paris II) a partire dal 1959, venne utilizzato sia nell'aeronautica militare che - in misura minore - civile. Fu impiegato per la prima volta dall'Armée de l'air francese che ne aveva ordinato 50 esemplari nel 1956.
Prodotto in 165 esemplari, l'MS.760 è stato impiegato estensivamente, oltre che dall'aeronautica militare francese, anche da quella olandese, paraguayana, brasiliana e argentina (che l'ha utilizzato fino al 2007).
Enrico Mattei, allora presidente dell'ENI, perse la vita in un controverso incidente aereo su questo velivolo.

## Utilizzatori
Argentina
- Fuerza Aérea Argentina

operò con 54 esemplari, 36 di questi prodotti su licenza dalla Fábrica Militar de Aviones (FMA).
 Brasile
- Força Aérea Brasileira

 Francia
- Armée de l'air
- Aviation navale

 Paraguay
- Fuerzas Aéreas Nacional del Paraguay